# Trois chorals
Les Trois chorals pour orgue ont été composés par César Franck durant l'été 1890.
Franck (1822-1890) a écrit une cinquantaine de pièces pour orgue. Les trois chorals sont, avec des pièces pour harmonium, sa dernière œuvre.
Contrairement à ce que l'on a longtemps cru, les trois chorals ont été composés à Paris (et non à Nemours, où il n'a séjourné que du 19 août au 4 septembre 1890 - cf Joel-Marie Fauquet). Il  termine la composition du premier choral le 7 août, celle du second le 17 septembre et celle du troisième le 30 septembre. il meurt à Paris le 8 novembre.
Ils ne comportent pas de numéro d'opus mais sont numérotés 38 à 40 dans le catalogue FWV (Franck Werke Verzeichnis) édité par Wilhem Mohr en 1969.
Ils furent transcrits ensuite pour piano par Blanche Selva. Il existe également une transcription pour vents du Deuxième Choral
Les trois chorals durent chacun environ 15 minutes. 
- Choral n° 1 en mi majeur
- Choral n° 2 en si mineur
- Choral n° 3 en la mineur